# Myra Gale Brown
Myra Gale Brown (11 de julio de 1944) es la prima segunda y exesposa del cantante Jerry Lee Lewis.

## Biografía
Myra se casó el 12 de diciembre de 1957, a la edad de 13, mientras que Lewis aún estaba casado legalmente con su anterior esposa. La edad de Myra y su relación de sangre con Lewis causó una conmoción en su primera gira por Inglaterra y más tarde fue la causa de su fracaso en su carrera en el Rock and Roll.
Myra Gale era hija de J.W. Brown, el primo de Jerry Lee, que fue también su bajista. La pareja tuvo dos hijos, Steve Lewis Allen, que se ahogó trágicamente a los tres años de edad, y la hija Phoebe, que fue mánager del cantante y reside en su rancho en Nesbit, Misisipi. Myra se divorció de Jerry Lee el 9 de diciembre de 1970, después de 13 años de matrimonio.
Myra más tarde escribió, junto con Murray Silver, una biografía de Lewis, Great Balls of Fire: The Uncensored Story of Jerry Lee Lewis. Este libro fue publicado en octubre de 1982 por William Morrow & Company. El libro inspiró en 1989 la filmación de la película llamada Great Balls of fire!, donde Myra fue retratada por Winona Ryder y Jerry Lee fue interpretado por Dennis Quaid. Myra es actualmente un agente de bienes raíces cerca de Atlanta, Georgia.
- Datos: Q9047572